# Coupe Challenge féminine de handball 2001-2002
Navigation
Coupe Challenge 2000-2001 Coupe Challenge 2002-2003
La coupe Challenge 2001-2002 est la 9e édition de la Coupe Challenge féminine de handball, compétition créée en 1993.
Elle est remportée par le club roumain du Universitatea Remin Deva vainqueur en finale du club allemand du Buxtehuder SV.

## Présentation

### Formule
La coupe Challenge, a priori la moins réputée des différentes compétitions européennes, est également appelée C4. 
L’épreuve débute par un tour préliminaire où huit équipes, réparties en deux groupes de quatre, se disputent la qualification pour les seizièmes de finale. 
Tous les autres tours se déroulent en matches aller-retour, y compris la finale. 

### Équipes participantes
Cinq équipes ont directement qualifiées pour les huitièmes de finale :
- HBC NîmesT
- Buxtehuder SV
- Universitatea Remin Deva
- AGU ADYIF Maïkop (ru)
- ŽRK Izola

Les 22 autres équipes participantes doivent passer par un tour préliminaire :
- Abou Bakou
- ŽRK Galeb Mostar
- Etar Veliko 64 Tarnovo
- Panell. Lefkosias-Nicosia
- AS Bondy
- SA Mérignacais
- DJK/MJC Trier
- OF Néa Ionía
- Panathlitikos SF Sykéon
- EOS Siracuse
- Acciaro & Parodi Sassari
- RK Skopje
- Vardar Skopje
- EB Start Elbląg
- CD Gil Eanes-Lagos
- Rapid Bucarest
- Kouban Krasnodar
- LK Zug
- Türk Telekom SK
- Üsküdar BSK
- SC Galytchanka Lviv
- Karpati Oujhorod

## Résultats

### Tour préliminaire
| Date Aller      | Club                      | Aller   | Total    | Retour  | Club                     | Date Retour     |
| --------------- | ------------------------- | ------- | -------- | ------- | ------------------------ | --------------- |
| 11 janvier 2002 | Üsküdar BSK               | 40 – 28 | 81 – 52  | 41 – 24 | ŽRK Galeb Mostar         | 12 janvier 2002 |
| 12 janvier 2002 | DJK/MJC Trier             | 33 – 16 | 79 – 36  | 46 – 20 | Türk Telekom SK          | 13 janvier 2002 |
| 12 janvier 2002 | Rapid Bucarest            | 39 – 16 | 70 – 31  | 31 – 15 | EOS Siracuse             | 19 janvier 2002 |
| 12 janvier 2002 | Kouban Krasnodar          | 33 – 25 | 62 – 52  | 29 – 27 | LK Zug                   | 19 janvier 2002 |
| 12 janvier 2002 | Panell. Lefkosias-Nicosia | 14 – 27 | 36 – 61  | 22 – 34 | CD Gil Eanes-Lagos       | 19 janvier 2002 |
| 12 janvier 2002 | Etar Veliko 64 Tarnovo    | 23 – 15 | 39 – 37  | 16 – 22 | OF Néa Ionía             | 19 janvier 2002 |
| 13 janvier 2002 | SA Mérignacais            | 23 – 22 | 46E – 46 | 23 – 24 | AS Bondy                 | 19 janvier 2002 |
| 13 janvier 2002 | Panathlitikos SF Sykéon   | 20 – 28 | 37 – 57  | 17 – 29 | Acciaro & Parodi Sassari | 20 janvier 2002 |
| 18 janvier 2002 | SC Galytchanka Lviv       | 27 – 17 | 44 – 37  | 17 – 20 | ABU Bakou                | 19 janvier 2002 |
| 18 janvier 2002 | RK Skopje                 | 20 – 18 | 34 – 34  | 14 – 16 | Vardar Skopje            | 20 janvier 2002 |
| 19 janvier 2002 | Karpati Oujhorod          | 20 – 30 | 37 – 66  | 17 – 35 | EB Start Elbląg          | 19 janvier 2002 |

### Huitièmes de finale
| Date Aller      | Club               | Aller   | Total   | Retour  | Club                     | Date Retour     |
| --------------- | ------------------ | ------- | ------- | ------- | ------------------------ | --------------- |
| 15 février 2002 | SA Mérignacais     | 23 – 30 | 51 – 57 | 28 – 27 | EB Start Elbląg          | 17 février 2002 |
| 15 février 2002 | Kouban Krasnodar   | 18 – 25 | 39 – 52 | 21 – 27 | Universitatea Remin Deva | 23 février 2002 |
| 16 février 2002 | ŽRK Izola          | 29 – 23 | 53 – 60 | 24 – 37 | Etar Veliko 64 Tarnovo   | 23 février 2002 |
| 16 février 2002 | Rapid Bucarest     | 27 – 20 | 48 – 46 | 21 – 26 | HBC Nîmes                | 24 février 2002 |
| 16 février 2002 | Buxtehuder SV      | 31 – 20 | 58 – 42 | 27 – 22 | Acciaro & Parodi Sassari | 24 février 2002 |
| 16 février 2002 | CD Gil Eanes-Lagos | 25 – 13 | 51 – 44 | 26 – 31 | Vardar Skopje            | 24 février 2002 |
| 17 février 2002 | Üsküdar BSK        | 33 – 27 | 52 – 54 | 19 – 27 | AGU ADYIF Maïkop (ru)    | 23 février 2002 |
| 23 février 2002 | DJK/MJC Trier      | 26 – 20 | 54 – 48 | 28 – 28 | SC Galytchanka Lviv      | 24 février 2002 |

### Quarts de finale
| Date Aller   | Club                     | Aller   | Total    | Retour  | Club               | Date Retour  |
| ------------ | ------------------------ | ------- | -------- | ------- | ------------------ | ------------ |
| 16 mars 2002 | Universitatea Remin Deva | 30 – 18 | 58 – 45  | 28 – 27 | EB Start Elbląg    | 23 mars 2002 |
| 16 mars 2002 | Rapid Bucarest           | 35 – 26 | 64 – 50  | 29 – 24 | DJK/MJC Trier      | 23 mars 2002 |
| 16 mars 2002 | AGU ADYIF Maïkop (ru)    | 26 – 27 | 49 – 49E | 23 – 22 | Buxtehuder SV      | 23 mars 2002 |
| 16 mars 2002 | Etar Veliko 64 Tarnovo   | 26 – 20 | 44 – 44E | 18 – 24 | CD Gil Eanes-Lagos | 23 mars 2002 |

### Demi-finales
| Date Aller    | Club           | Aller   | Total   | Retour  | Club                     | Date Retour   |
| ------------- | -------------- | ------- | ------- | ------- | ------------------------ | ------------- |
| 13 avril 2002 | Buxtehuder SV  | 31 – 14 | 56 – 34 | 25 – 20 | CD Gil Eanes-Lagos       | 20 avril 2002 |
| 13 avril 2002 | Rapid Bucarest | 24 – 25 | 43 – 46 | 19 – 21 | Universitatea Remin Deva | 20 avril 2002 |

### Finale
| Date Aller  | Club                     | Aller   | Total   | Retour  | Club          | Date Retour |
| ----------- | ------------------------ | ------- | ------- | ------- | ------------- | ----------- |
| 11 mai 2002 | Universitatea Remin Deva | 24 – 16 | 45 – 43 | 21 – 27 | Buxtehuder SV | 19 mai 2002 |

## Les championnes d'Europe
| Championne d'Europe Coupe Challenge 2002 Universitatea Remin Deva 1er titre |